# Metropolitan Life Tower
La Metropolitan Life Insurance Tower est un immeuble de bureaux de la ville de New York aux États-Unis, situé dans l'arrondissement de Manhattan. Il fut le plus haut gratte-ciel américain de 1909 à 1913 (dépassé alors par le Woolworth Building).

## Histoire
Aussi appelé le Metropolitan Life Insurance Building, elle est située au 1 Madison Avenue. Elle fut construite pour la société d'assurance Metropolitan Life Company. La société voulait que les architectes s'inspirent du campanile de la place Saint-Marc à Venise.
Construite en 1907, par les architectes américains Napoléon Le Brun et fils, elle fait 213 mètres de hauteur et compte cinquante étages. Cette tour fut ajoutée en 1909 sur un immeuble de 1893 et fit de ce bâtiment le plus haut du monde.
Au début des années 1910, la galerie d'observation était ouverte au public pour un coût de 50 cents.
Les horloges (se trouvant sur les quatre façades) sont plus grandes que celles de Big Ben. Chaque cadran fait huit mètres de diamètre. Le poids des aiguilles donne une idée du gigantisme des horloges : 500 kg pour l'aiguille des minutes et 350 kg pour celle des heures.
La tour fut rénovée dans les années 2000, pour un coût de 30 millions de dollars. Il y fut ajouté un nouveau système d'éclairage automatisé, la tour restant maintenant illuminée toutes les nuits (en rappel de la devise de la Life Insurance Company : « La lumière qui ne faiblit jamais »). Les couleurs changent selon les événements.
On peut voir dans l'entrée du bâtiment des tableaux de l'illustrateur N. C. Wyeth.

## Galerie

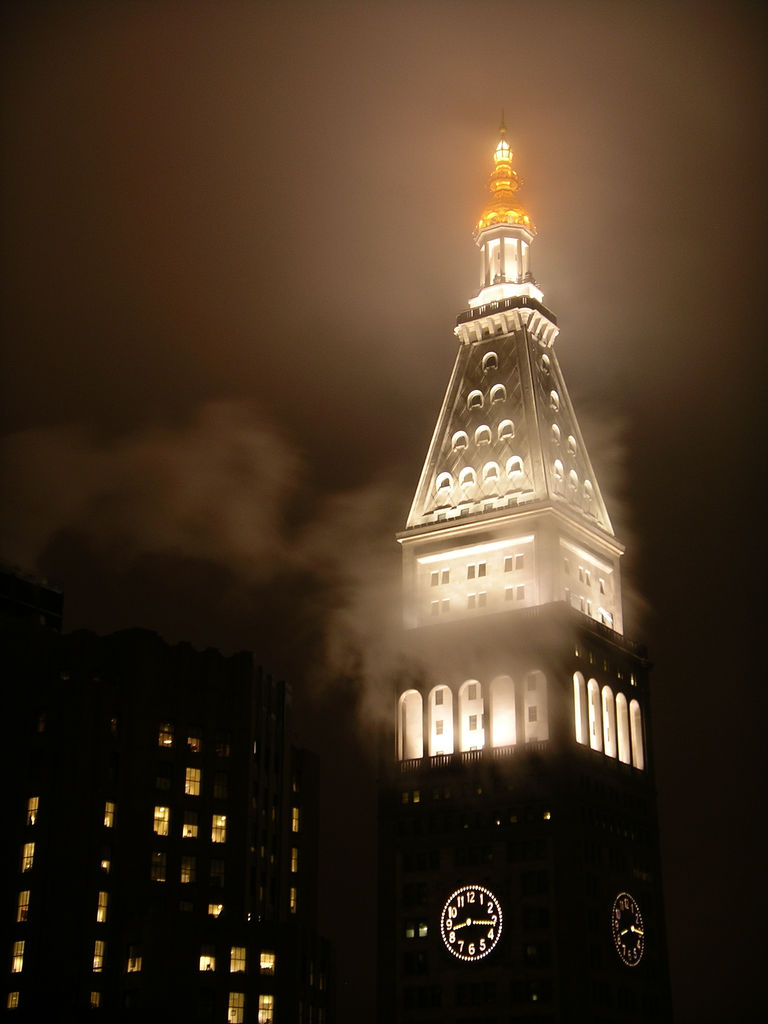
Coiffe du building la nuit dans le brouillard.
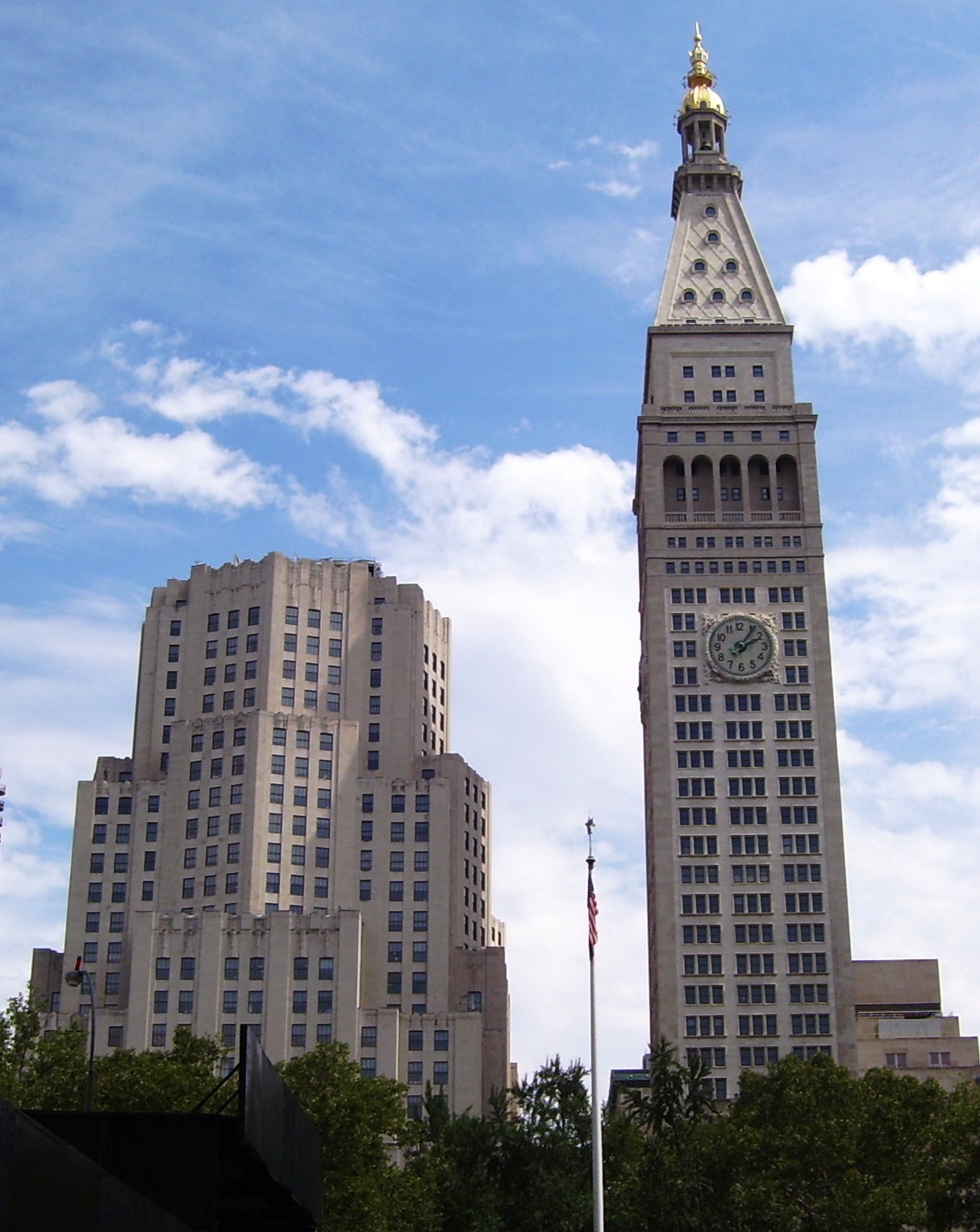
Vue depuis Madison Square avec le Metropolitan Life North Building à sa gauche.
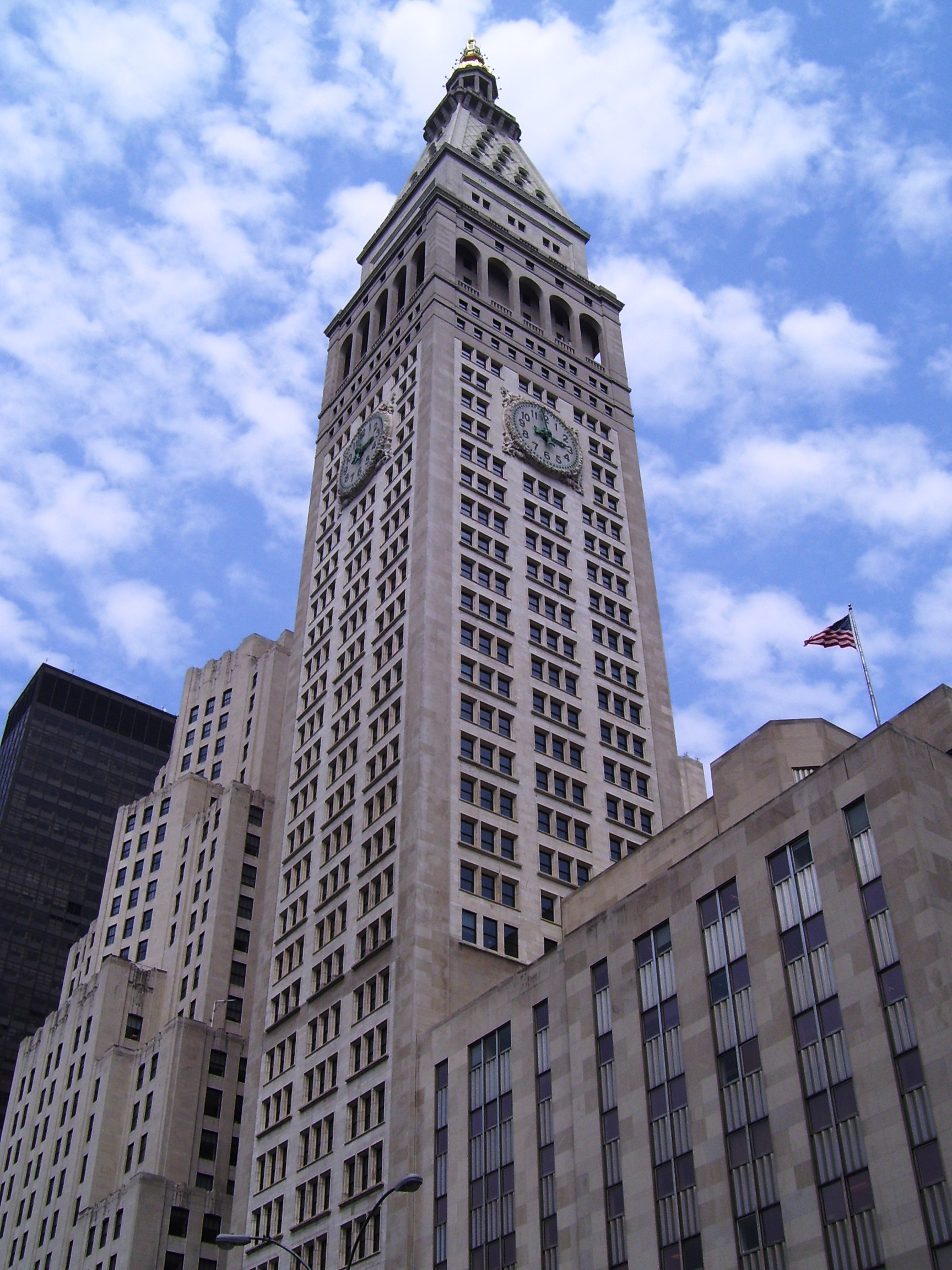
La tour vue d'en bas.
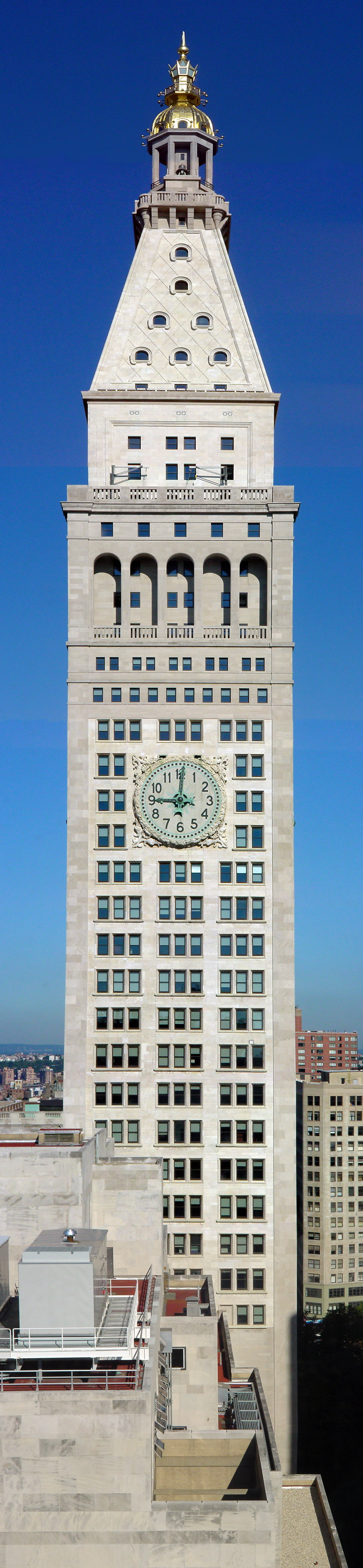
La tour.

## Aux abords
Aux abords de la tour, on trouve :
- Le Flatiron Building
- Le Madison Square Garden
- La Cour d'appel
- Le New York Life Building

## Dans les arts
La Metropolitan Life Tower est le lieu central de l'action du roman New York 2140 de Kim Stanley Robinson.